# Heinz Decker
Günther Heinz Decker, född 1 december 1919 i Oberstein i provinsen Birkenfeld, tillhörande fristaten Oldenburg, död 15 juni 2017 i Lidingö, var en tysk-svensk silversmed. Han var bror till Kurt Decker.
Decker, som var son till direktör Otto Decker och Ida Cullman, studerade vid Solbacka läroverk, bedrev metallindustristudier och genomgick guldsmedsskola i Pforzheim 1936–1938, var lärling hos Gustaf Janson C.G. Hallbergs Guldsmeds AB  1939–1944, erhöll gesällbrev 1944, studerade vid Konstfackskolan 1945–1947, vid Kunstgewerbeschule i Zürich 1947–1950, bedrev konst- och industristudier i England 1951–1952 och erhöll mästarbrev 1963. Han var konstnärlig och teknisk medarbetare vid bland annat C.G. Hallbergs Guldsmeds AB 1952–1961, ägare av Heinz Decker silversmide i Lidingö från 1961 och kurslärare i formgivning vid Statens institut för hantverk och industri från 1967. 
Decker deltog i Nationalmuseums utställning Svenskt silver av i dag 1953, H55-utställningen, Nordiska museets vandringsutställning Svenskt silver genom tiderna 1957 och i utställningar i Kiel, Hamburg, Berlin, München, Zürich, Hannover, Sacramento och Stockholm. Han höll separatutställningar i Stockholm och Göteborg 1960. Han utförde silverarbeten för flera svenska kyrkor samt flera dekorativa arbeten bland annat glasfontänen Vikingatåget i Ljungby. Han är representerad i Nationalmuseum och Röhsska museet i Göteborg. Han skrev en biografi över skulptören, silverkonstnären och industriformgivaren Gustaf Janson, (som han var lärling hos) (1960) samt artiklar i svensk och utländsk fackpress.
Decker arbetade i olika material, som silversmed tillverkade han allt från smycken och matbestick till corpusarbeten. Han utförde även flera offentliga utsmyckningar som Kristus i människans historia för Karlstads domkyrka 1969 och flera arbeten i Lidingö kommun där han var bosatt under senare delen av sitt liv. År 1957 lät han uppföra Villa Decker på Lidingö efter ritningar av arkitekt Gösta Fredblad som han träffat via studierna i Zürich.
Heinz Decker är begravd på Lidingö kyrkogård.